# British Hero of the Holocaust
Die britische Medaille British Hero of the Holocaust ehrt britische Lebensretter während der NS-Judenverfolgung. Erstmals wurde sie 2010 von der britischen Regierung Brown verliehen. Sie konnte auch in der Folge meistens nur noch nachträglich Angehörigen verstorbener Personen überreicht werden. Das ist eine Besonderheit und Neuerung im britischen Ordenswesen. Die Silbermedaille trägt die Inschrift „in the service of humanity“ (Im Dienst für die Menschlichkeit). 2010 wurden erstmals 27 Personen geehrt, von denen zwei noch lebten.
Vergleichbar ist die auf Bürger Großbritanniens und der assoziierten Gebiete bezogene Ehrung zum Teil mit dem deutschen Begriff der Judenretter (keine staatliche Bezeichnung) und der israelischen Auszeichnung als Gerechter unter den Völkern durch die israelische Gedenkstätte Yad Vashem.

## Nachweise
- The Times, 2009: New award for unforgotten heroes. Von Fiona Wilson, Ausgabe vom 28. April 2009.[1]
- New award to recognise British heroes of the Holocaust. Cabinet Office Press Releases. 29. April 2009.[2]